# 卡尔·奥格·普雷斯特
卡尔·奥格·普雷斯特（丹麥語：Carl Aage Præst，1922年2月26日—2011年11月19日），丹麦男子足球运动员，场上位置是中场。他曾代表丹麦国奥队参加1948年夏季奥林匹克运动会足球比赛，获得一枚铜牌。